# Barnard Motors
Barnard Motors ist ein im Jahre 2008 von Chris Barnard gegründeter Hersteller von Rennwagen mit Sitz in Bloemfontein, Südafrika.
Bekannt wurde der Hersteller durch seinen Prototyp Barnard 101, der 2009 auf der Automechanika in Johannesburg vorgestellt wurde.
Im Februar 2012 präsentierte das Unternehmen mit dem Barnard BTR7 einen in Serie gefertigten Nachfolger. Die Fahrzeuge erhalten laut einer Meldung keine Straßenzulassung. Die Modelle Barnard BTR3 und Barnard BTR11 (920 kW) wurden bereits angekündigt.